# 桜川市立岩瀬小学校
桜川市立岩瀬小学校（さくらがわしりつ いわせしょうがっこう）は、茨城県桜川市鍬田にある公立小学校。

## 概要

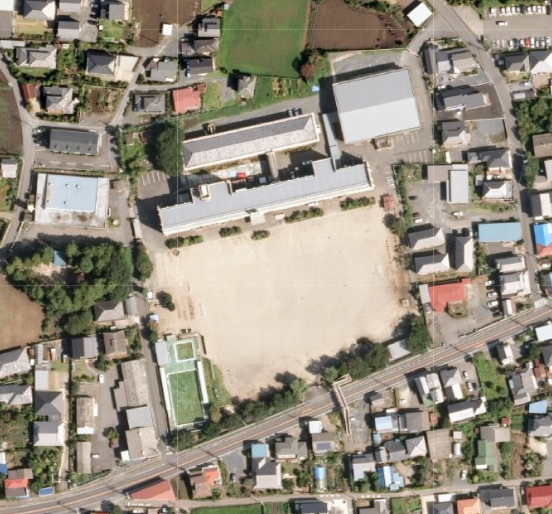
航空写真

### 教育目標
自ら学び、心豊かに、たくましく生きる生徒の育成

### 目指す学校像
- やる気と自信に満ちた学校
- 教師・児童相互が温かく結ばれた学校
- 美しく整い、元気な声が響き渡る学校

### 目指す教師像
- 学級経営の充実：「学び合う」「認め合う」学級づくり
- 特別活動の充実：自治的・自発的な活動の実施
- 効果的な働き方改革の推進【45時間超0%】

## 児童数
2023年2月現在
| 学年 | 人数 |
| ---- | ---- |
| 1年  | 54   |
| 2年  | 54   |
| 3年  | 58   |
| 4年  | 56   |
| 5年  | 66   |
| 6年  | 65   |
| 計   | 353  |

## 沿革

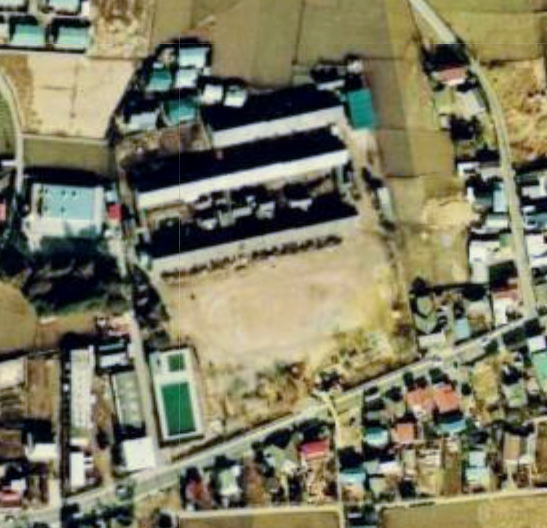
航空写真（建て替え前）

- 1875年（明治8年） - 犬田村・新田村・鍬田村の三集落児童を対象として犬田法蔵院に犬田小学校として創立
- 1892年（明治25年） - 岩瀬に校舎を新築して西那珂第二尋常小学校と改称
- 1924年（大正14年） -  岩瀬尋常小学校と改称
- 1939年（昭和14年） - 現在地に校舎を新築移転。跡地は岩瀬中央児童公園になる
- 1941年（昭和16年） - 岩瀬第二国民学校と改称
- 1947年（昭和22年） - 岩瀬第二小学校と改称
- 1955年（昭和30年） - 町村合併により岩瀬町立岩瀬小学校と改称
- 1969年（昭和44年） - プール建設工事完成
- 1975年（昭和50年） - 南飯田小学校富谷分校が岩瀬小学校に移管
- 1979年（昭和54年） - 現校舎完成
- 1980年 (昭和55年） - 体育館完成
- 1985年（昭和60年） - 富谷分校廃校
- 2005年（平成17年）10月 - 町村合併により桜川市立岩瀬小学校と改称
- 2017年（平成29年）10月 - フィリピンバコール市バヤナン小学校との交流を開始[2]。

## 施設
- 校舎（3階建て）
- 特別棟（2階建て）
- 体育館
- グラウンド
- プール
- ビオトープ

## 通学区
- 桜川市岩瀬、青柳、富士見台、明日香、御領、犬田、富谷、鍬田
  - 分校が廃止となった富谷地区の低学年はスクールバスでの登校となる。
- 青木（旧大和村域だが選択可能）

## 学校行事
- 4月 - 始業式、入学式
- 5月 - きたぐり遠足、修学旅行、生徒総会
- 7月 - 終業式
- 10月 - 運動会
- 11月 - 紫峰祭（文化祭）
- 12月 - 終業式
- 1月 - 始業式
- 3月 - 6年生を送る会、卒業式、修了式

## 進路
多くが岩瀬西中学校に進学する。茨城大学教育学部附属中学校や茨城中学校・高等学校等へ進学する児童もいる。

## 交通
- JR東日本・水戸線 岩瀬駅より徒歩約15分
- 桜川市バス ヤマザクラGO 鍬田バス停より徒歩6分